# Smittipora levinseni
Smittipora levinseni is een mosdiertjessoort uit de familie van de Onychocellidae. De wetenschappelijke naam van de soort is, als Velumella levinseni, voor het eerst geldig gepubliceerd in 1917 door Ferdinand Canu en Ray Smith Bassler.